# Myxilla asigmata
Myxilla asigmata är en svampdjursart som först beskrevs av Topsent 1901.  Myxilla asigmata ingår i släktet Myxilla och familjen Myxillidae. Inga underarter finns listade i Catalogue of Life.